# Hydrotherapie
Die Hydrotherapie (von griechisch ύδρο-, idro-, „wasser-“, von altgriechisch ὕδωρ, hýdor, „Wasser“, und θεραπία, therapía, „Therapie“), auch Hydropathie (früher auch „Hydroposie“) oder deutsch Wasserheilkunde, ist die methodische Anwendung von Wasser zur Behandlung akuter oder chronischer Beschwerden, zur Stabilisierung von Körperfunktionen (Abhärtung), zur Vorbeugung, zur Rehabilitation und/oder zur Regeneration. Vor allem wird der Temperaturreiz des Wassers genutzt, weniger der Druck oder der Auftrieb als therapeutischer Reiz.
Bei den Wasserheilverfahren wird Wasser in allen drei Aggregatzuständen verwendet: Eis, kaltes/temperiertes/warmes Wasser und Dampf. Die in ihren Wurzeln bis in die Antike zurückreichende Hydrotherapie ist als Wasserkur zwischen 1830 und 1850 dogmatisch und medizinkritisch angewendete Wasserheilkunde Teil und Grundlage der „klassischen“ Naturheilkunde.

## Anwendungsformen
- Waschungen
- Wickel, Auflagen und Kompressen, Packungen
- Güsse
- Bäder (Teil- und Vollbäder) mit und ohne Zusätze
- Sauna, Dampfbäder

## Behandlungsmethoden

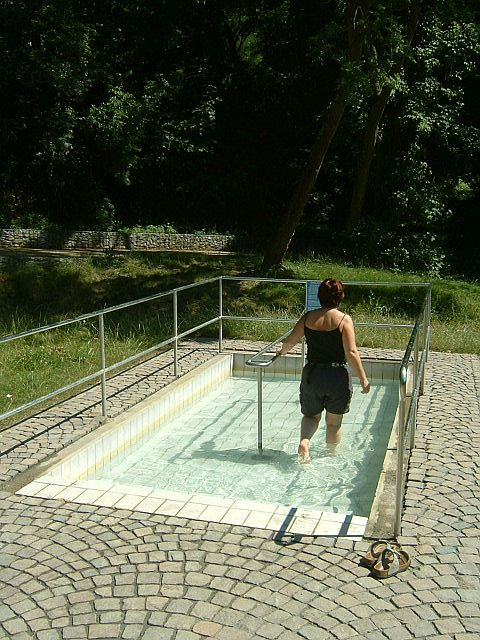
Wassertreten

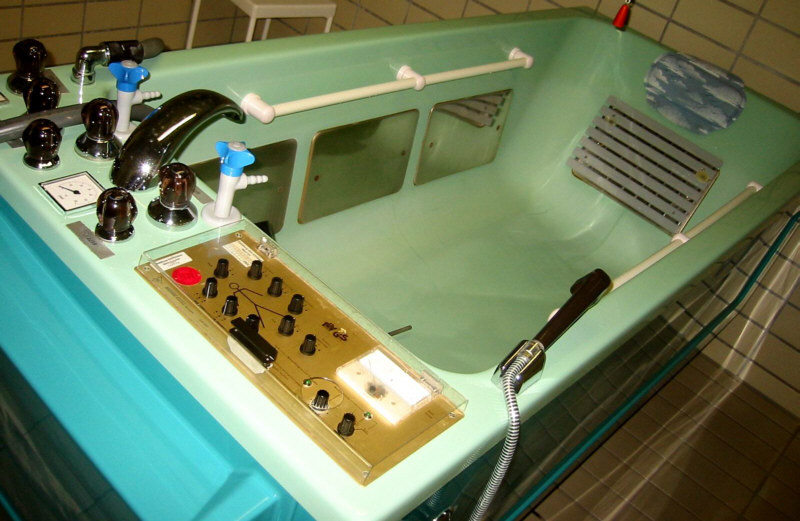
Stangerbad

- Wassertreten: Die Patienten stapfen durch ein Becken mit etwa kniehohem, kaltem Wasser.
- Kneippsche Güsse oder Flachgüsse: Mit geringem Druck zielt ein Wasserstrahl auf Arme, Bein, Rücken, Gesicht oder den ganzen Körper des stehenden Patienten. Kneipps Wasserkur unterscheidet[4] Oberguss, Brustguss, Schenkelguss, Bauchguss, Wechselbauchguss, Unterguss, Rückenguss, Vorderguss, Vollguss, Knieguss, Armguss und Halsguss.
- Druckstrahlgüsse oder Blitzgüsse: Ein Wasserstrahl wird mit mittlerem oder starkem Druck (bis 3 bar) auf den Körper gerichtet.
- Wickel und Packungen: Auf ein feuchtes Innentuch, das entweder nur einzelne Körperstellen oder mehr als 50 % der Körperoberfläche bedeckt, wird mit einem trockenen Innen- und Außentuch abgedeckt. Kneippsche Wickel finden Anwendung als Unterwickel, kurzer Wickel, Schal oder dreieckiges Tuch, Beckenpackung und Magenwickel, Kneippsche Packungen als Oberaufschläger, Unteraufschläger, Kneippsches Hemd, Kneippsche Magenbinde, Dampfkompresse und Bettdampfbad. Ein weiteres Wasserheilmittel ist der Prießnitzumschlag.[5]
- Abreibungen: Ein feuchtes Tuch wird auf das betroffene Körperteil gelegt und mit der Hand abgerieben, um die Durchblutung anzuregen.
- Bewegungsbad: Bei Wirbelsäulenerkrankungen oder Frakturen werden im Wasser gymnastische Übungen, manchmal in Kombination mit Unterwasserdruckstrahlmassagen, durchgeführt.
- Bäder: Man unterscheidet Teilbäder, bei denen Arme und Beine kaltem und/oder heißem Wasser ausgesetzt werden, und Bürstenbäder, bei denen der Patient mit Bürsten massiert wird, oder das Stangerbad, bei dem das Wasser in der Wanne Gleichstrom leitet. Der sanfte Stromreiz wirkt schmerzlindernd und durchblutungsfördernd.
- Dauerbrause: Warmes Wasser wird über einen Duschkopf oder einer Duschhaube bis zu einer Stunde appliziert.
- Dämpfe: Die Patienten werden heißem Wasserdampf ausgesetzt, der eventuell mit Kräutern versetzt ist, auch in Saunen oder türkischen Dampfbädern (Hammam).
- Armbäder: kalt bei nervösen Herzbeschwerden, Hypertonie; warm (36–37 °C) bis heiß (38–42 °C) zur Entspannung bei Muskelschmerzen sowie zur Vorbereitung von Blutentnahmen bei mangelnder Durchblutung.
- Aquatische Körperarbeit:[6] Der tief entspannte Patient wird aktiv im thermoneutralen Wasser bewegt. Bei Aquarelax und Wasser-Shiatsu bleibt sein Gesicht über der Wasseroberfläche, bei WaTa taucht er im eigenen Atemrhythmus unter Wasser. Die Dehn- und Kompressionsimpulse des Behandlers sind eingebettet in ein atemtherapeutisches Arbeiten.

## Wirkungen

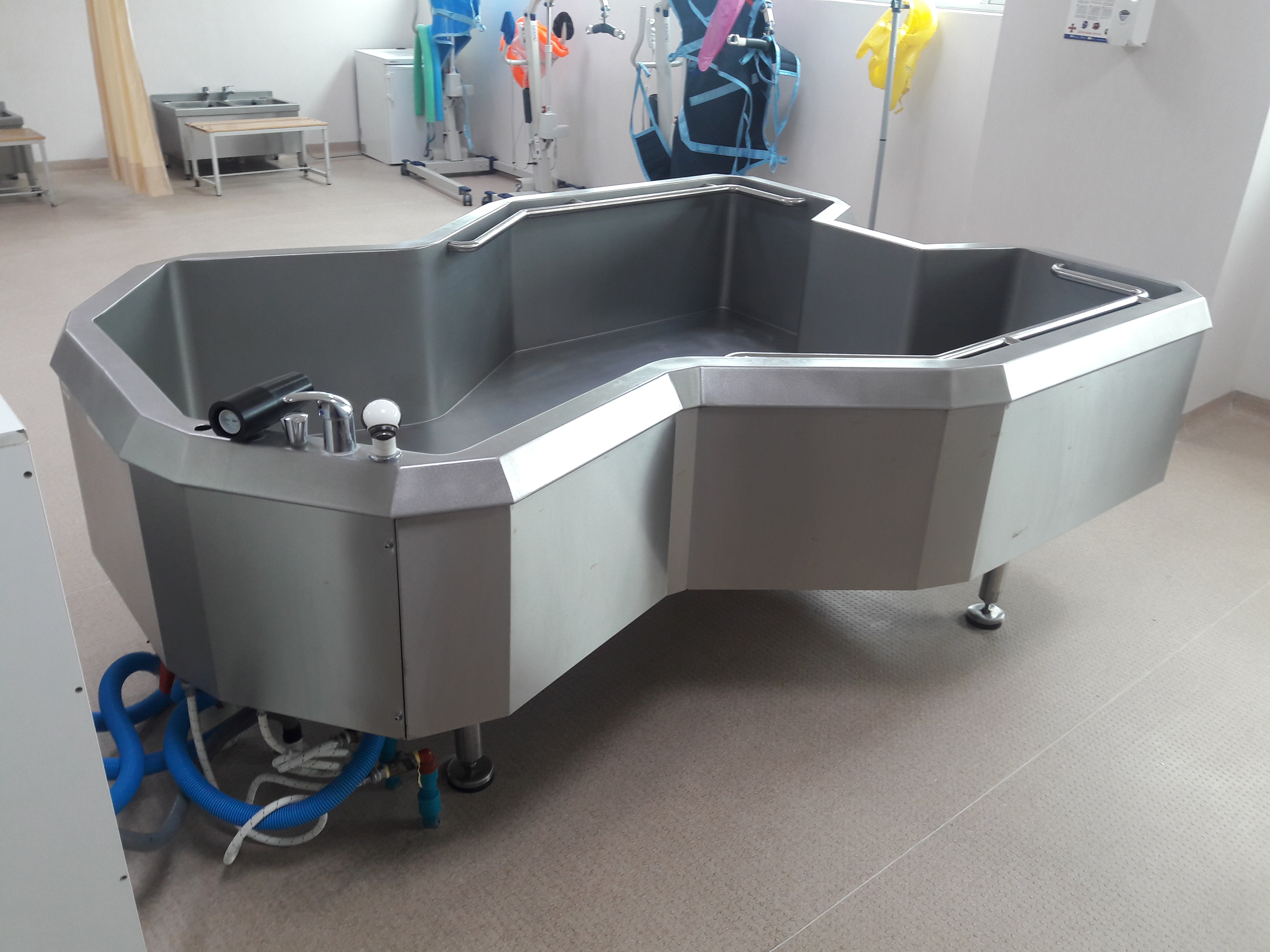
Hydromassage-Wanne

Die Applikation kalten Wassers bewirkt zunächst eine lokale Vasokonstriktion (Verengung) der Hautgefäße, sodann eine Vasodilation (Gefäßerweiterung) mit reaktiver Erwärmung. Angenommen wird eine analgetische (schmerzlindernde) und antiphlogistische (entzündungshemmende) Wirkung bei akuten Entzündungsprozessen. Eine generelle Kreislauf- und Atemanregung soll eine weitere Folge der dauerhaften Anwendung einer Kaltwasserapplikation sein.
Bei der Anwendung warmen Wassers kommt es zur Dilatation der Blutgefäße und dadurch reaktiv zu einer verstärkten Durchblutung der Muskulatur im Segment.

## Historisches

Siegmund Hahn, Begründer der Wassertherapie in Deutschland

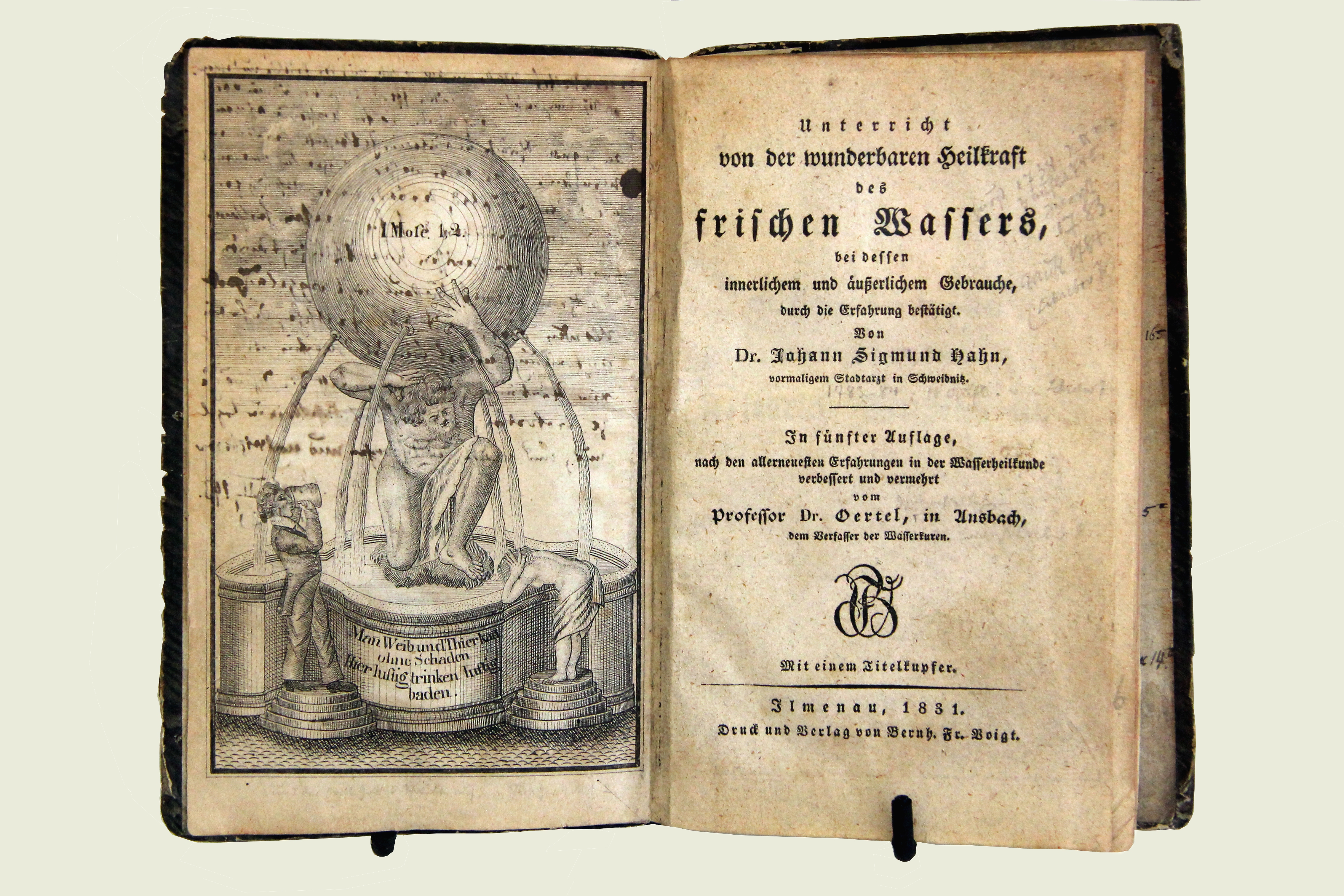
Unterricht von der wunderbaren Heilkraft des Wassers […]. 5. Auflage

Wasserbehandlungen sind schon seit Jahrtausenden Bestandteil der Heilkunde, insbesondere auch der Badekultur. So glaubten bereits die Griechen, dass das Wasser Heilkraft besitze. Auch die Römer bauten öffentliche Bäder, die sich zur Erholungs- und Gesellschaftszentren der Städte entwickelten (= Vorläufer der heutigen Kurorte). Als Vater der Hydrotherapie wird der römische Ehrenbürger Antonius Musa angesehen, von dem berichtet wird, dass er 23 v. Chr. den Kaiser Augustus mit kalten Bädern geheilt hat.
Im 15. Jahrhundert wurde der Ruf der Hydrotherapie geschädigt, weil man glaubte, Wasser übertrage Infektionskrankheiten. Erst im 18. Jahrhundert wurde sie wieder beliebter.
Als tatsächliche Begründer der „Wassertherapie“ bzw. Hydrotherapie gelten im 18. Jahrhundert Théophile de Bordeu und in Deutschland die niederschlesischen Ärzte Siegmund Hahn (1664–1742) sowie vor allem Hahns Sohn Johann Siegmund Hahn (1696–1773). Dessen Buch aus dem Jahre 1738 wurde 1849 – über 100 Jahre später – von dem damaligen Philosophiestudenten Sebastian Kneipp (1821–1897) in der Münchener Hofbibliothek gefunden, der auf dieser Grundlage später erfolgreich seine eigene Therapie entwickelte. Beide „Wasserhähne“ waren Stadtphysikus in Schweidnitz.
Der Militärarzt und Naturheilkundler Lorenz Gleich (1798–1865) – Patient von Vincenz Prießnitz und Johann Schroth – trat 1848 (beim Verein zur Förderung des Wasserheilverfahrens) und auch später dogmatisch für die Heilkraft des Wassers ein und versuchte auch, die Wasserheilverfahren in den bayerischen Sanitätsdienst zu integrieren.
Der medizinische Laie Vincenz Prießnitz (1799–1851), der um 1830 die Hydrotherapie popularisierte, behandelte seine eigenen Beschwerden mit kalten Kompressen und hatte damit Erfolg. Er gründete ein Therapiezentrum (eine Wasserkuranstalt), in dem er versuchte, seine Patienten mit drastischen Methoden abzuhärten. Beispielsweise schnallte er sie auf eisernen Liegen fest und ließ eisiges Wasser aus 6 m Höhe auf sie herabschütten. Zu den Wasserheilverfahren nach Prießnitz gehören neben den Prießnitz-Umschlägen auch die nasse Abreibung, das Halbbad und das Vollbad.
Der Pfarrer Sebastian Kneipp wandte weniger heftige Methoden der Abhärtung an. Auch er hatte Kaltwasserbehandlung erstmals erfolgreich an sich selbst getestet. Um seine Tuberkulose zu behandeln, stieg er jeden Tag in die eiskalte Donau. Die von ihm genannten hydrotherapeutischen Maßnahmen ergänzte er durch die Pflanzenheilkunde.
Neben den Laienmedizinern Sebastian Kneipp, Heinrich Friedrich Francke, Theodor Hahn und anderen wurden auch Ärzte wie Wilhelm Petri in Bad Laubach am Rhein, August Friedrich Erfurth in Feldberg (Feldberger Seenlandschaft) und Josef Schindler in Tiefenbach/Böhmen, Christoph Hartung von Hartungen (1849–1917), Wasserheilanstalt Dr. v. Hartungen in Riva/Gardasee und später im schlesischen Bad Gräfenberg mit ihren „Wasserkuren“ bekannt. Diesen Therapien lag die Annahme zugrunde, dass zahlreiche Krankheitszustände in der Verweichlichung ihre Ursache hätten und durch Abhärtungsmaßnahmen der Verweichlichung entgegenzuwirken sei.
Zum Ende des 19. Jahrhunderts kam es zur wissenschaftlichen Erforschung der Hydrotherapie. Im Jahr 1899 bekam Wilhelm Winternitz den Lehrstuhl für Hydrotherapie (Wilhelm Winternitz) an der Universität Wien. Im Folgejahr wurde das Institut für Hydrotherapie (Ludwig Brieger) an der Charité gegründet.
Weitere wichtige Vertreter dieser Zeit waren u. a. Karl Friedrich Ferdinand Runge (1835–1882) in seiner Wasser-Heilanstalt in Nassau an der Lahn sowie Emil Hollmichel (1854–1945), welcher in Danzig hydrotherapeutische Behandlungen nach der Methode von Prießnitz durchführte.

## Zitate
„Es ist ganz unglaublich, was die Güsse mit Wasser vermögen. So sieht man öfters Beispiele von Heilungen, die Manchem fast unglaublich scheinen, weil für solche Leiden sonst keine Mittel vorhanden sind. Ein Mädchen war daran, sich aus der Nase todt zu bluten, so heftig drang das Blut dem Kopfe und der Nase zu; eine Gartengießkanne voll Wasser auf den Nacken und Kopf machte der Blutung augenblicklich ein Ende […].
Christian hat nach Aussage der Ärzte Lungenemphysem, herrührend von einer vorausgegangenen Lungenentzündung. Hier ist doch klar, daß bei der Heilung viel Schleim zurückgeblieben ist, der noch an den inneren Organen angeklebt hängt und nicht weiter gebracht werden kann. Sechs Obergüsse und Brustgüsse habe Alles losgemacht; ein Masse Schleim hat sich gelöst, und der Kranke athmet jetzt ganz gesund.“

### Aktuelle Primärliteratur
- Otto Gillert: Hydrotherapie und Balneotherapie. Theorie und Praxis. 11. Auflage. Neuausgabe vollständig neu überarbeitet von Walther Rulffs. Pflaum, München 1990, ISBN 3-7905-0586-2.
- Michael Anderson: Heilen mit Wasser. Güsse, Bäder, Wickel, Packungen, Wärme und Kälte. 2., verbesserte Auflage. Jopp, Wiesbaden 1995, ISBN 3-926955-78-3.

### Historische Primärliteratur
- Ludwig Brieger: Grundriß der Hydrotherapie. 2. Auflage, bearbeitet von Walter Krebs. Walter de Gruyter & Co., Berlin 1923.
- Christoph Hartung von Hartungen: Über Hydrotherapie, Diät-Curen, Massage und Suggestion. In: Ärztlicher Central-Anzeiger. Organ für die Gesamtinteressen der Ärzte Österreich-Ungarns. (Wien) 1889/1890.
- Alfred Martin: Deutsches Badewesen in vergangenen Tagen. Nebst einem Beitrage zur Geschichte der deutschen Wasserheilkunde. Diederichs, Jena 1906; Neudruck Diederichs, München 1989, ISBN 3-424-00959-8.
- Herbert Krauß: Lehrbuch der Hydrotherapie. Berlin 1960.

### Sekundärliteratur
- Jürgen Helfricht: Die Erfolgsrezepte sächsischer Naturheiler (= Tatsachen. Band 24). Tauchaer Verlag, Taucha 2004, ISBN 3-89772-077-9.
- Jürgen Helfricht: Friedrich Eduard Bilz. 1842–1922. Altmeister der Naturheilkunde in Sachsen. Sinalco AG Detmold und Stadtverwaltung Radebeul, Radebeul 1992.
- Jürgen Helfricht: Vincenz Prießnitz (1799–1851) und die Rezeption seiner Hydrotherapie bis 1918. Ein Beitrag zur Geschichte der Naturheilbewegung (= Abhandlungen zur Geschichte der Medizin und der Naturwissenschaften. Band 105). Matthiesen, Husum 2006, ISBN 3-7868-4105-5 (zugleich: Dissertation, Philosophische Fakultät der Palacký-Universität Olomouc, Lehrstuhl für Geschichte, 2004).
- Hubertus Averbeck: Von der Kaltwasserkur bis zur physikalischen Therapie. Betrachtungen zu Personen und zur Zeit der wichtigsten Entwicklungen im 19. Jahrhundert. Europäischer Hochschulverlag, Bremen 2012, ISBN 978-3-86741-782-2.
- Dietrich von Engelhardt (Hrsg.): Biographische Enzyklopädie deutschsprachiger Mediziner. Band 2: R – Z. Register. Saur, München 2002, ISBN 3-598-11462-1.
- Jill Steward: The culture of the water cure in nineteenth-century Austria, 1800–1914. In: Susan C. Anderson, Bruce H. Tabb (Hrsg.): Water, leisure and culture: European historical perspectives. Berg, Oxford 2002, ISBN 1-85973-540-1, 23–35.
- Bernhard Uehleke: Wasserheilkunde (Hydropathie, Hydrotherapie). In: Werner E. Gerabek, Bernhard D. Haage, Gundolf Keil, Wolfgang Wegner (Hrsg.): Enzyklopädie Medizingeschichte. De Gruyter, Berlin / New York 2005, ISBN 3-11-015714-4, S. 1466–1467.